# Ceabanivka, Bârzula
Ceabanivka (în ucraineană Чабанівка) este un sat în comuna Zelenohirske din raionul Bârzula, regiunea Odesa, Ucraina.

## Demografie
Componența lingvistică a localității Ceabanivka
     Ucraineană (95,92%)
     Rusă (2,04%)
     Română (2,04%)
Conform recensământului din 2001, majoritatea populației localității Ceabanivka era vorbitoare de ucraineană (95,92%), existând în minoritate și vorbitori de rusă (2,04%) și română (2,04%).